# Alex Eala
Alexandra Maniego Eala, detta Alex (Quezon City, 23 maggio 2005), è una tennista filippina.
Dopo una carriera di successo tra gli juniores, si è fatta notare nel circuito maggiore raggiungendo la semifinale al Miami Open 2025.

## Biografia
Sua madre, la nuotatrice Rizza Maniego, ha vinto nel 1985 la medaglia di bronzo ai XIII Giochi del Sud-est asiatico nei 100 metri dorso, ed è diventata in seguito direttore finanziario della Globe Telecom. Alex Eala è inoltre nipote dell'ex commissario della Philippine Basketball Association Noli Eala. Inizia a giocare a tennis a 4 anni e a 13 inizia ad allenarsi a Maiorca nell'Accademia di Rafael Nadal a Manacor insieme al fratello Michael, che in seguito si trasferisce negli Stati Uniti per giocare a tennis con la squadra della Pennsylvania State University.

## Carriera

### Juniores
All'età di 12 anni, Alex Eala vince il torneo Les Petits As nella categoria under 14 nel 2018, sconfiggendo Linda Nosková nella finale. Fa il suo debutto in un torneo juniores del Grande Slam nel 2019 al singolare ragazze degli US Open e quello stesso anno viene nominata Milo Junior Athlete of the Year. Nel 2020, a soli 14 anni, vince il torneo di doppio ragazze agli Australian Open in coppia con Priska Madelyn Nugroh, battendo Živa Falkner e Matilda Mutavdzic in finale. Grazie alla semifinale raggiunta al torneo di singolare ragazze dell'Open di Francia, nell'ottobre 2020, arriva a occupare la seconda posizione della classifica mondiale juniores. Nel 2021 dirada le presenze nel circuito juniores e, alla sua prima apparizione stagionale, a giugno trionfa nel torneo di doppio ragazze al Roland Garros in coppia con la russa Oksana Selechmet'eva. Il mese successivo vince i titoli in singolare e in doppio al prestigioso Trofeo Bonfiglio e a settembre si spinge fino alla semifinale nel doppio ragazze degli US Open. Ormai impegnata tra le professioniste, nel 2022 gioca tra le juniores solo gli US Open trionfando nel torneo di singolare in cui concede solo sei giochi in finale a Lucie Havlíčková.

### 2020-2024: inizi da professionista e primi successi nei circuiti ITF e WTA
Pur essendo ancora giovanissima, riceve uno speciale permesso dall'ITF per giocare alcuni tornei tra le professioniste e il 4 marzo 2020 fa il suo esordio in singolare nell'ITF Women's World Tennis Tour prendendo parte ad un torneo da 15 000$ disputatosi a Monastir, nel quale vince il primo incontro a livello professionistico, entrando così per la prima volta nelle classifiche mondiali. Nel gennaio 2021 si aggiudica il primo titolo ITF in carriera in un W15 a Manacor. A marzo fa la sua prima esperienza nelle qualificazioni di un torneo del circuito maggiore al Miami Open dove viene eliminata al primo incontro. L'esordio in doppio nell'ITF Women's World Tennis Tour avviene nel maggio successivo al W25 Platja d'Aro dove, in coppia con Selechmet'eva, raggiunge la finale. Ad agosto debutta nel tabellone principale di un torneo del circuito maggiore con una wild-card al WTA 250 di Cluj-Napoca, dove supera al primo turno Ormaechea, ma viene eliminata al secondo da Sherif. Nel 2022 riceve un'altra wild-card dagli organizzatori del Miami Open, venendo estromessa al primo turno dalla padrona di casa Madison Brengle.
Nel 2023 ha disputato per la prima volta le qualificazioni di uno Slam, l'Australian Open, e vinto due medaglie di bronzo ai Giochi asiatici disputati ad Hangzhou nel singolare e nel doppio misto insieme al connazionale Francis Alcantara.
Nel 2024 raggiunge l'ultimo turno delle qualificazioni negli Slam di Parigi, Londra e New York, fallendo in tutti e tre i casi il passaggio nel tabellone principale. Nel torneo di Madrid dello stesso anno ottiene la sua prima vittoria in un WTA 1000 contro Lesja Curenko.

### 2025: prima semifinale 1000 e top 100

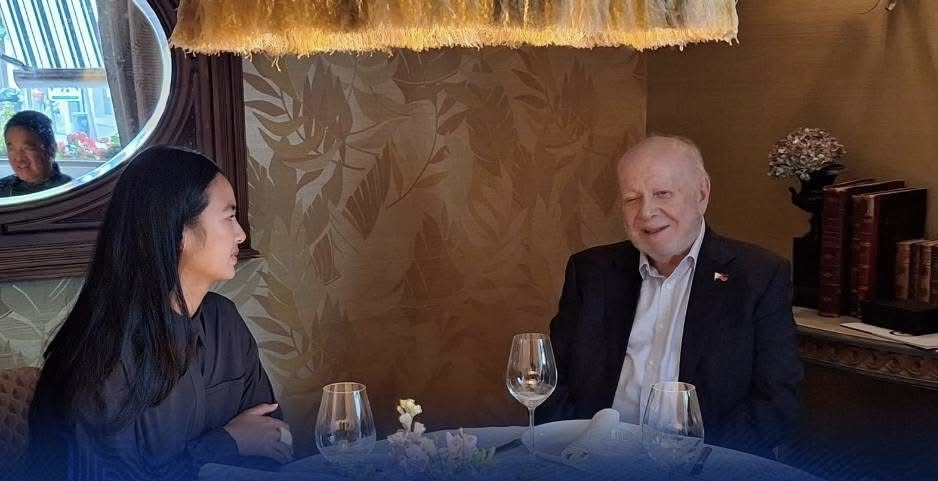
Eala con l'ambasciatore delle Filippine in Spagna, Philippe Lhuillier, nell'aprile 2025

Nel 2025 ottiene una nuova wild-card per disputare il Miami Open. Nel corso del torneo estromette Volynets, Ostapenko e la campionessa in carica degli Australian Open e quinta testa di serie Madison Keys, sua prima vittoria in carriera contro una giocatrice collocata tra le prime dieci del mondo. Approfittato del forfait di Badosa agli ottavi, ai quarti coglie un'altra prestigiosa vittoria, questa volta ai danni della numero due del mondo Iga Świątek (6–2, 7–5). Accede così alla sua prima semifinale di livello WTA 1000, dove viene sconfitta dalla top-5 Jessica Pegula al termine di tre set combattuti (6(3)–7, 7–5, 3–6). Grazie a questo straordinario risultato, la filippina entra per la prima volta in carriera tra le prime 100 della classifica mondiale.

## Statistiche WTA

### Singolare

#### Sconfitte (1)
| Legenda              |
| -------------------- |
| Grande Slam (0)      |
| Argenti Olimpici (0) |
| WTA Finals (0)       |
| WTA Elite Trophy (0) |
| Dal 2021             |
| WTA 1000 (0)         |
| WTA 500 (0)          |
| WTA 250 (1)          |

| N. | Data           | Torneo                      | Superficie | Avversaria in finale | Punteggio         |
| 1. | 28 giugno 2025 | Eastbourne Open, Eastbourne | Erba       | Maya Joint           | 4-6, 6-1, 6(10)-7 |

## Statistiche ITF

### Singolare

#### Vittorie (5)
| Torneo $100.000 (1) |
| Torneo $80.000 (0)  |
| Torneo $60.000 (0)  |
| Torneo $40.000 (0)  |
| Torneo $25.000 (3)  |
| Torneo $15.000 (1)  |

| N. | Data            | Torneo                               | Superficie | Avversaria in finale        | Punteggio     |
| 1. | 24 gennaio 2021 | Movistar World Tennis Tour, Manacor  | Cemento    | Yvonne Cavallé Reimers      | 5–7, 6–1, 6–2 |
| 2. | 10 aprile 2022  | ITF Women's Asia/Oceania, Chiang Rai | Cemento    | Luksika Kumkhum             | 6–4, 6–2      |
| 3. | 4 giugno 2023   | Open Internacional Femenino, Yecla   | Cemento    | Valentina Ryser             | 6–3, 7–5      |
| 4. | 13 agosto 2023  | Roehampton GB Pro Series, Roehampton | Cemento    | Arina Rodionova             | 6–2, 6–3      |
| 5. | 21 luglio 2024  | Open Araba en Femenino, Vitoria      | Cemento    | Victoria Jiménez Kasintseva | 6–4, 6–4      |

#### Sconfitte (3)
| Torneo $100.000 (0) |
| Torneo $80.000 (0)  |
| Torneo $60.000 (1)  |
| Torneo $40.000 (1)  |
| Torneo $25.000 (1)  |
| Torneo $15.000 (0)  |

| N. | Data             | Torneo                               | Superficie  | Avversaria in finale  | Punteggio     |
| 1. | 19 giugno 2022   | Open ITF Arcadis Brezo Osuna, Madrid | Cemento     | Marina Bassols Ribera | 4–6, 5–7      |
| 2. | 20 agosto 2023   | Aldershot GB Pro Series, Aldershot   | Cemento     | Destanee Aiava        | 6–3, 4–6, 1–6 |
| 3. | 19 novembre 2023 | Kyotec Open, Pétange                 | Cemento (i) | Océane Dodin          | 1–6, 5–7      |

### Doppio

#### Vittorie (3)
| Torneo $100.000 (1) |
| Torneo $80.000 (0)  |
| Torneo $60.000 (1)  |
| Torneo $40.000 (1)  |
| Torneo $25.000 (0)  |
| Torneo $15.000 (0)  |

| N. | Data            | Torneo                                    | Superficie  | Compagna          | Avversarie in finale               | Punteggio        |
| 1. | 27 gennaio 2024 | NECC-DECCAN ITF Women's Tournament, Pune  | Cemento     | Darja Semeņistaja | Naiktha Bains Fanny Stollár        | 7–6(8), 6–3      |
| 2. | 30 marzo 2024   | Open de Seine-et-Marne, Croissy-Beaubourg | Cemento (i) | Estelle Cascino   | Maia Lumsden Jessika Ponchet       | 7–5, 7–6(4)      |
| 3. | 20 luglio 2024  | Open Araba en Femenino, Vitoria           | Cemento     | Estelle Cascino   | Lia Karatančeva Diāna Marcinkēviča | 6–3, 2–6, [10–4] |

#### Sconfitte (1)
| Torneo $100.000 (0) |
| Torneo $80.000 (0)  |
| Torneo $60.000 (0)  |
| Torneo $40.000 (0)  |
| Torneo $25.000 (1)  |
| Torneo $15.000 (0)  |

| N. | Data           | Torneo                                                          | Superficie  | Compagna             | Avversarie in finale                    | Punteggio |
| 1. | 22 maggio 2021 | Torneig Internacional Femení Platja D'Aro, Castell-Platja d'Aro | Terra rossa | Oksana Selechmet'eva | Justina Mikulskytė Oana Georgeta Simion | 3–6, 5–7  |

## Grand Slam Junior

### Singolare

#### Vittorie (1)
| Tornei del Grande Slam  |
| ----------------------- |
| Australian Open (0)     |
| Open di Francia (0)     |
| Torneo di Wimbledon (0) |
| US Open (1)             |

| N. | Data              | Torneo            | Superficie | Avversaria in finale | Punteggio |
| 1. | 10 settembre 2022 | US Open, New York | Cemento    | Lucie Havlíčková     | 6-2, 6-4  |

### Doppio

#### Vittorie (2)
| Tornei del Grande Slam  |
| ----------------------- |
| Australian Open (1)     |
| Open di Francia (1)     |
| Torneo di Wimbledon (0) |
| US Open (0)             |

| N. | Data             | Torneo                     | Superficie  | Compagna               | Avversario in finale                  | Punteggio |
| 1. | 1º febbraio 2020 | Australian Open, Melbourne | Cemento     | Priska Madelyn Nugroho | Živa Falkner Matilda Mutavdzic        | 6–1, 6–2  |
| 2. | 12 giugno 2021   | Open di Francia, Parigi    | Terra rossa | Oksana Selechmet'eva   | Marija Bondarenko Amarissa Kiara Tóth | 6–0, 7–5  |

## Risultati in progressione
| Sigla | Risultato               |
| ----- | ----------------------- |
| V     | Vincitore               |
| F     | Finalista               |
| SF    | Semifinalista           |
| O     | Oro olimpico            |
| A     | Argento olimpico        |
| SF    | Bronzo olimpico         |
| QF    | Quarti di Finale        |
| 4T    | Quarto turno            |
| 3T    | Terzo turno             |
| 2T    | Secondo turno           |
| 1T    | Primo turno             |
| RR    | Round Robin             |
| LQ    | Turno di qualificazione |
| A     | Assente                 |
| ND    | Non disputato           |

| Legenda superfici    |
| -------------------- |
| Cemento              |
| Terra battuta        |
| Erba                 |
| Superficie variabile |

### Singolare
Aggiornato a fine Miami Open 2025.
| Tornei del Grande Slam |         |         |         |         |         |          |          |          |
| Australian Open        | Assente | Assente | Q1      | Q1      | Q1      | 0 / 0    | 0–0      |          |
| Open di Francia        | Assente | Assente | Assente | Q3      |         | 0 / 0    | 0–0      |          |
| Wimbledon              | A       | A       | A       | Q3      |         | 0 / 0    | 0–0      |          |
| US Open                | Assente | Assente | Assente | Q3      |         | 0 / 0    | 0–0      |          |
| Vittorie–sconfitte     | 0–0     | 0–0     | 0–0     | 0–0     | 0–0     | 0 / 0    | 0–0      |          |
| WTA 1000               |         |         |         |         |         |          |          |          |
| Doha                   | 500     | A       | 500     | Assente | Assente | 0 / 0    | 0–0      |          |
| Dubai                  | A       | 500     | Assente | Assente | Assente | 0 / 0    | 0–0      |          |
| Indian Wells           | Assente | Assente | Assente | Assente | Assente | 0 / 0    | 0–0      |          |
| Miami                  | Q1      | 1T      | 1T      | Q2      | SF      | 0 / 3    | 4–3      |          |
| Madrid                 | A       | Q1      | 1T      | 2T      |         | 1 / 2    | 1–2      |          |
| Roma                   | Assente | Assente | Assente | Assente |         | 0 / 0    | 0–0      |          |
| Montréal / Toronto     | Assente | Assente | Assente | Assente |         | 0 / 0    | 0–0      |          |
| Cincinnati             | Assente | Assente | Assente | Assente |         | 0 / 0    | 0–0      |          |
| Wuhan                  | ND      | ND      | A       | 1T      |         | 0 / 1    | 0–1      |          |
| Pechino                | ND      | ND      | Assente | Assente |         | 0 / 0    | 0–0      |          |
| Carriera               |         |         |         |         |         |          |          |          |
| Tornei giocati         | 1       | 1       | 6       | 6       | 1       | 15       | 15       | 15       |
| Totale V–S             | 1–1     | 0–1     | 0–6     | 1–6     | 4–1     | 0 / 15   | 6–15     |          |
| Ranking di fine anno   | 529     | 219     | 205     | 158     |         | $504.935 | $504.935 | $504.935 |

Note
1. 1 2  Il Dubai Tennis Championships e il Qatar Ladies Open di Doha si scambiarono frequentemente lo status tra evento Premier ed evento Premier 5 dal 2009 al 2020, mentre dal 2021 al 2023 tra evento WTA 1000 e WTA 500. Dal 2024 vengono disputati entrambi come eventi WTA 1000.

N.B.: Nel calcolare vittorie e sconfitte non sono state prese in considerazione quelle maturate nei turni di qualificazione e nei tornei WTA 125.

## Vittorie contro giocatrici Top 10
| Stagione | 2025 | Totale |
| Vittorie | 2    | 2      |

| #    | Giocatrice   | Ranking | Evento                    | Superficie | Turno | Punteggio | Rank. AER |
| ---- | ------------ | ------- | ------------------------- | ---------- | ----- | --------- | --------- |
| 2025 |              |         |                           |            |       |           |           |
| 1.   | Madison Keys | 5       | Miami Open, Miami Gardens | Cemento    | 3T    | 6–4, 6–2  | 140       |
| 2.   | Iga Świątek  | 2       | Miami Open, Miami Gardens | Cemento    | QF    | 6–2, 7–5  | 140       |